# Vittorio Adorni
Vittorio Adorni (San Lazzaro Parmense, 14 novembre 1937 – Parma, 24 dicembre 2022) è stato un ciclista su strada, dirigente sportivo e conduttore televisivo italiano.
Professionista dal 1961 al 1970, vinse il Giro d'Italia 1965 e il campionato del mondo 1968.

## Carriera

### Ciclista

Adorni vince il campionato mondiale su strada a Imola nel 1968

Prima di intraprendere l'attività agonistica a tempo pieno, lavorò come operaio alla Barilla.
Esordì fra i professionisti nel 1961. Adorni corse negli anni in cui esplose la rivalità Gimondi-Merckx (e fu anche compagno di squadra di entrambi, prima di Gimondi alla Salvarani e poi di Merckx alla Faema), ma nonostante ciò nel corso della sua carriera, durata dieci anni, raccolse numerosi successi.
Nel suo palmarès figura tra gli altri il Giro d'Italia del 1965, quando batté di 11'26" Italo Zilioli e di 12'57" proprio Gimondi; da allora simili vantaggi nella corsa rosa non si sono più ripetuti.
Tre anni più tardi, nel 1968, arrivò la sua vittoria più prestigiosa, il campionato mondiale su strada di Imola, dove, pur non presentandosi nel lotto dei favoriti, riuscì a trionfare con un tentativo da lontano a novanta chilometri dal traguardo, che lo portò al successo con un vantaggio di 9'50" su Herman Van Springel e 10'18" su Michele Dancelli. Quella fu l'unica vittoria di rilievo di Adorni in una gara in linea, nelle quali ottenne tuttavia molti piazzamenti di prestigio (ha concluso fra i primi dieci almeno un'edizione di tutte le classiche monumento, salendo sul podio una volta alla Milano-Sanremo e tre volte alla Liegi-Bastogne-Liegi).
In totale in carriera ha vinto 60 corse professionistiche e vestito complessivamente per 19 giorni la maglia rosa di leader del Giro.

### Dopo il ritiro
Già durante la carriera agonistica incominciò ad avere contatti col mondo della televisione. A differenza dei suoi colleghi, Adorni appariva spigliato e a suo agio davanti alle telecamere, cosa che ne accrebbe la popolarità tra il pubblico e gli spettatori; durante il vittorioso Giro del 1965 Sergio Zavoli lo volle come opinionista fisso al Processo alla tappa, mentre nell'anno del successo mondiale diventò conduttore, assieme a Liana Orfei, del telequiz Ciao mamma sulla Seconda Rete. Per via della sua competenza e capacità di linguaggio nell'analisi delle corse, viene considerato un precursore dei successivi commentatori tecnici.
Lasciata l'attività agonistica, proseguì per un certo periodo la professione di commentatore televisivo. Per due anni fu poi direttore sportivo alla Salvarani, mentre nel 1973 ebbe lo stesso incarico alla Bianchi-Campagnolo. Ha in seguito ricoperto la carica di presidente del Consiglio del ciclismo professionistico all'interno dell'Unione Ciclistica Internazionale, nonché dal 2006 al 2009 quella di assessore allo Sport del Comune di Parma.
È morto a Parma, all'età di 85 anni, nel giorno della vigilia di Natale del 2022; è stato sepolto presso il Cimitero Monumentale della Villetta a Parma.

## Palmarès
- 1962 (Philco, due vittorie)

4ª tappa Giro di Sardegna (Nuoro > Olbia)
15ª tappa Giro d'Italia (Moena > Aprica)
- 1963 (Cynar, cinque vittorie)

5ª tappa Giro di Sardegna (Cagliari > Nuoro)
6ª tappa Giro di Sardegna (Nuoro > Sassari)
Tour des Quatre Cantons
1ª tappa Giro d'Italia (Napoli > Potenza)
16ª tappa Giro d'Italia (Treviso, cronometro)
- 1964 (Salvarani, tre vittorie)

Classifica generale Giro di Sardegna
1ª tappa Giro d'Italia (Bolzano > Riva del Garda)
14ª tappa Giro d'Italia (Caserta > Castel Gandolfo)
- 1965 (Salvarani, sette vittorie)

1ª tappa, 2ª semitappa Tour de Romandie (Martigny > Montana)
3ª tappa, 2ª semitappa Tour de Romandie (Romont > Friburgo)
Classifica generale Tour de Romandie
6ª tappa Giro d'Italia (Avellino > Potenza)
13ª tappa Giro d'Italia (Catania > Taormina, cronometro)
19ª tappa Giro d'Italia (Saas-Fee > Madesimo)
Classifica generale Giro d'Italia
- 1966 (Salvarani, sette vittorie)

1ª tappa Giro di Sardegna (Civitavecchia > Roma)
2ª tappa, 1ª semitappa Parigi-Nizza (Avallon > Montceau-les-Mines)
4ª tappa Giro del Belgio
Classifica generale Giro del Belgio
13ª tappa Giro d'Italia (Parma, cronometro)
Gran Premio Cynar - Lugano (cronometro)
Coppa Lella Mentasti
- 1967 (Salamini-Luxor TV, quattro vittorie)

3ª tappa, 1ª semitappa Tour de Romandie (Les Diablerets > Le Locle)
Classifica generale Tour de Romandie
20ª tappa al Giro d'Italia (Cortina d'Ampezzo > Trento)
Coppa Bernocchi
- 1968 (Faemino-Faema, tre vittorie)

1ª tappa Tirreno-Adriatico (Santa Marinella > Fiuggi)
Campionati del mondo, prova in linea (Imola)
Grand Prix Baden-Baden (cronocoppie con Ferdinand Bracke)
- 1969 (Scic, dieci vittorie)

Sassari-Cagliari
5ª tappa, 2ª semitappa Tirreno-Adriatico (San Benedetto del Tronto, cronometro)
2ª tappa Tour de Romandie (Ovronnaz > Friburgo)
3ª tappa, 2ª semitappa Tour de Romandie (La Chaux-de-Fonds, cronometro)
22ª tappa Giro d'Italia (Cavalese > Folgarida)
5ª tappa Tour de Suisse (Gstaad > Crans-Montana)
9ª tappa, 1ª semitappa Tour de Suisse (Zurzach > Zurzach)
Classifica generale Tour de Suisse
Giro della Provincia di Reggio Calabria (valido come Campionato italiano, Prova in linea)
- 1970 (Scic, una vittoria)

3ª tappa Tour de Romandie (Les Diablerets > Estavayer-le-Lac)

### Altri successi
- 1963 (Cynar)

Maggiora (Criterium)
- 1964 (Salvarani)

Gran Premio Feg di Robbiano (Criterium)
San Costanzo (Criterium)
Miramas (Criterium)
- 1965 (Salvarani)

Bol d'or des Monédières (Kermesse)
Morazzone (Criterium)
Inzago (Criterium)
- 1966 (Salvarani)

Classifica punti Giro del Belgio
- 1967 (Salamini-Luxor TV)

Fontanellato (Criterium)
Valdagno (Criterium)
- 1968 (Faemino-Faema)

Auch (Criterium)
Larciano (Criterium)
Gran Premio San Prospero (Criterium)
Baden-Baden (cronocoppie con Ferdinand Bracke)
Fontanellato (Criterium)
- 1969 (Scic)

Felino (Criterium)
Plumelec (Criterium)
Plumeliau (Criterium)
- 1970 (Scic)

Cotignola (Criterium)
Chieti (Criterium)
Paese (Criterium)
Ponte a Egola (Criterium)

## Piazzamenti

### Grandi Giri
- Giro d'Italia

1961: 28º
1962: 5º
1963: 2º
1964: 4º
1965: vincitore
1966: 7º
1967: 4º
1968: 2º
1969: 12º
1970: 10º
- Tour de France

1962: ritirato (7ª tappa)
1964: 10º
1965: ritirato (9ª tappa)
- Vuelta a España

1968: 5º

### Classiche monumento
- Milano-Sanremo

1961: ritirato
1962: 31º
1963: 5º
1965: 2º
1966: 48º
1967: 28º
1969: 46º
1970: 137º
- Giro delle Fiandre

1964: ritirato
1966: 9º
1970: ritirato
- Parigi-Roubaix

1964: 41º
1965: 7º
1966: ritirato
1969: 15º
- Liegi-Bastogne-Liegi

1963: 3º
1964: 3º
1965: 2º
1967: 5º
- Giro di Lombardia

1962: 17º
1963: 11º
1964: 13º
1966: 6º
1968: ritirato

### Competizioni mondiali
- Campionati del mondo

Ronse 1963 - In linea: ritirato
Sallanches 1964 - In linea: 2º
Heerlen 1967 - In linea: ritirato
Imola 1968 - In linea: vincitore
Zolder 1969 - In linea: 61º
Leicester 1970 - In linea: 50º

## Riconoscimenti
- Medaglia d'oro di Sant'Ilario nel 1991
- Premio Vincenzo Torriani nel 2001
- Premio Grandi Ex dell'Associazione Nazionale Ex Corridori Ciclisti nel 2004
- Premio Ciclismo Vita Mia nel 2008
- Caveja d'Oro del Pedale Fusignanese 2011